# John Campbell (Politiker, 1765)
John Campbell (* 11. September 1765 bei Port Tobacco Village, Charles County, Province of Maryland; † 23. Juni 1828 im Charles County, Maryland) war ein US-amerikanischer Politiker. Zwischen 1801 und 1811 vertrat er den Bundesstaat Maryland im US-Repräsentantenhaus.

## Werdegang
John Campbell besuchte die öffentlichen Schulen seiner Heimat. Nach einem anschließenden Jurastudium und seiner Zulassung als Rechtsanwalt begann er in diesem Beruf zu arbeiten. Gleichzeitig bekleidete er mehrere lokale Ämter. Außerdem schlug er eine politische Laufbahn ein. Ende der 1790er Jahre schloss er sich der von Alexander Hamilton gegründeten Föderalistischen Partei an. Drei Jahre lang saß er im Senat von Maryland.
Bei den Kongresswahlen des Jahres 1800 wurde Campbell im ersten Wahlbezirk von Maryland in das US-Repräsentantenhaus in Washington, D.C. gewählt, wo er am 4. März 1801 die Nachfolge von George Dent antrat. Nach vier Wiederwahlen konnte er bis zum 3. März 1811 fünf  Legislaturperioden im Kongress absolvieren. Während seiner Zeit im Kongress wurde im Jahr 1804 der zwölfte Verfassungszusatz ratifiziert. Im Jahr 1803 wurde durch den Louisiana Purchase das Staatsgebiet der Vereinigten Staaten beträchtlich erweitert.
Nach dem Ende seiner Zeit im US-Repräsentantenhaus war John Campbell Richter am Vormundschaftsgericht für Waisenkinder im Charles County. Er starb am 23. Juni 1828 auf der Farm Charleston im Charles County.